# Lars Lappen Abrahamsson
Lars Lappen Abrahamsson är en teknik lärare på nti gymnasiet i karlstad han var född 1961 31 januari han är 64 år ung han har barn och barnbarn. han har black belt in the judo. han gick i lumpen och blev lämnade i skogen och var tvungen att gå tillbaka till hans base för att få mat. under lappens judo karriär har han vart i tävlingar runt om i världen. innan han jobbade på nti så jobbade han på clara skolan. lappen studerade teknik och media på karlstad universitet. lars är en spel connoisseur och har byggt dator innan jag var född. fun fact enligt lappen så vann lappen mot per morberg in the judo match.